# Augen auf (Sido-Lied)
Augen auf ist ein Lied des deutschen Rappers Sido, das am 16. Mai 2008 als Leadsingle von dessen dritten Studioalbum Ich und meine Maske veröffentlicht wurde.
Die Single enthält daneben zwei Remixes des Stücks und einen Remix von Halt dein Maul. Als Extra ist wie auf dem Album der Aggro Media Player enthalten.

## Inhalt
Inhaltlich beklagt der Rapper in dem sozialkritischen Lied, dass viele Eltern in Deutschland aus Achtlosigkeit ihre Kinder Alkohol, Drogen und Nikotin konsumieren ließen. Er erzählt „Anna, Thorsten, Levent“ sowie weiteren Kindern die Geschichten von Jenny, die mit 12 Jahren „hemmungslos“ zu trinken anfing, von Justin, der kein „Wunschkind“ war, im Heim aufwuchs und mit 6 Jahren mit dem Rauchen begann, mit 8 das erste Mal gekifft hatte und mit 10 Jahren das erste Mal besoffen war. Im Refrain singt ein Kinderchor, dass man so gern erwachsen werden und nicht schon mit 18 sterben wolle.

## Charts und Chartplatzierungen
| ChartsChartplatzierungen | Höchstplatzierung | Wochen |
| ------------------------ | ----------------- | ------ |
| Deutschland (GfK)        | 7 (12 Wo.)        | 12     |
| Österreich (Ö3)          | 13 (20 Wo.)       | 20     |
| Schweiz (IFPI)           | 29 (20 Wo.)       | 20     |

| ChartsJahrescharts (2008) | Platzierung |
| ------------------------- | ----------- |
| Deutschland (GfK)         | 73          |
| Österreich (Ö3)           | 72          |